# Cayo Macio
Cayo o Gayo Macio  fue un ciudadano romano del siglo I a. C. notable amigo de Julio César y de Cicerón, quien lo describió en una carta a Cayo Trebacio Testa (53 a. C.) como homo suavissimus doctissimusque ("hombre agradabilísimo y cultísimo").

## Biografía
Miembro de la gens Matia, perteneció al partido de César y le sirvió en la Galia. También ayudó a Cicerón en su relación con César en 49 y 48 a. C. Después del asesinato de César, Macio, el cual estaba muy comprometido con César, advirtió sobre la posibilidad de graves repercusiones, incluidas posibles rebeliones en la Galia o revueltas de las legiones de César. Cuando Octaviano llegó a Roma, Macio se convirtió en uno de sus colaboradores más cercanos. Macio y Octaviano dirigieron los juegos de julio del 44 a. C. en honor al dictador recientemente asesinado.

## Correspondencia con Cicerón
Se conserva un intercambio de cartas entre Cicerón y Macio más tarde en el año 44 (Epistulae ad Familiares, F XI, 27). Aparte Cicerón cita a Macio en sus cartas en varias ocasiones, llamándolo Calvenna, este último desempeñando el papel de intermediario entre Cicerón y César.
El intercambio de cartas entre Cicerón y Macio, correspondientes a las dos cartas 27 y 28 del libro XI de las Epistulae ad Familiares. La primera carta la escribió Cicerón en Tusculum el 28 de mayo de 43 a. C. cuando se enteró de que Macio se lamentaba de haber sido objeto de críticas debido a su inquebrantable apoyo a César. La segunda es la respuesta que Macio escribe en Roma el 31 de mayo. Cicerón, adivinando el sincero disgusto de su corresponsal, elige cuidadosamente las palabras en su carta. Subraya la vieja amistad que los une pero defiende su punto de vista y deja claro que considera a César un déspota.

Por lo que mi memoria puede remontarse en el tiempo, no puedo encontrar a nadie con quien esté más vinculado anteriormente que contigo; Tengo varios amigos que datan de tanto tiempo, pero ninguno tan querido para mí.
Cicerón, Epistulae ad Familiares, XI, 27

Cicerón luego relata cómo Macio, a quien apodaba Calvena, nunca abandonó su amistad con César desde el principio hasta el final de la guerra civil entre César y Pompeyo, y cuánto le deben él y los suyos por sus intervenciones. Según Cicerón, era el mismo Macio quien lo animó a escribir sus diálogos filosóficos.

Incluso entonces, si recuerdas, me invitaste a componer mis obras filosóficas.
Cicerón, Epistulae ad Familiares, XI, 27

En su respuesta, Macio comparte sus sentimientos con una emoción que aún puede conmover al lector moderno. Lamenta que Cicerón y otros le reprocharan lamentar la muerte de César, pero sostiene que su lealtad al dictador fue una cuestión de amistad personal y que nunca le pidió favores a cambio de sus servicios.

Hicieron un crimen del haberme lamentado este trágico final. [...] En nuestras guerras civiles, no me uní al partido de César, serví al amigo, aunque a regañadientes, y no abandono su causa.
Cicerón, Epistulae ad Familiares, XI, 28

Indica en esta misma carta que presidió los Ludi Victoriae Caesaris dados por el heredero Octaviano y que tuvo lugar del 20 al 30 de julio del 44 a. C. Se presenta como un hombre ya anciano.

Si mis deseos se cumplen, me retiraré a Rodas para pasar lo poco que me queda por vivir.
Cicerón, Epistulae ad Familiares, XI, 28

## Un segundo Cayo Macio
Un tal Cayo Macio figura de nuevo en la enciclopedia Pauly-Wissowa como amigo y ayudante de César Augusto. Este era un équite que escribió tres volúmenes sobre gastronomía durante su retiro en la isla de Rodas: el primero se titula cocus ("el cocinero"), el segundo cetarius ("el pescadero") y el tercero salgamarius ("el preparador de conservas"). Columela le atribuyó "el pastel de carne a la Macio" (minutal Matianum), y Plinio el Viejo le atribuyó el haber inventado el recorte de arbustos en topiaria (nemora tonsilia). Sin embargo, no está claro si este Macio es la misma persona que el anterior o pertenece a una generación posterior: Ronald Syme supone que este último Macio es el hijo del primero, mientras que Grimal sostiene que se trata de la misma persona.

## Etimología
Según la Real Academia Española, la palabra "manzana" en español deriva del latín Matiāna mala ("manzanas de Macio"), y lo mismo ocurre con los cognados maçã en portugués y mazá en gallego). Plinio y otros mencionaron esta fruta entre las que se habían introducido recientemente en las mesas en Roma.